# Årets Bygge
Årets bygge är ett svenskt samhällsbyggnadspris, som delas ut årligen sedan 2013 av tidskriften Byggindustrin och Svensk Byggtjänst.

## Bakgrund
Under åren 1991–2006 delade tidskriften Byggindustrin ut priset Årets byggen i kategorierna anläggning, bostad, hus och ombyggnad. Efter ett uppehåll på sex år återuppstod priset år 2013 under namnet Årets bygge. Även detta har flera kategorier.

## Syfte och nominering
Årets bygge vill lyfta fram exempel på det bästa som byggsektorn i Sverige kan presterar i kvalitet, samarbete i projektet, ekonomi och formgivning. Byggindustrins projektreportage utgör grunden till nomineringarna och varje år nomineras 20 projekt. En jury bestående av experter utser segraren.

## Vinnare
- 2013 – Helix, rättspsykiatriska vårdanläggningen i Huddinge kommun, arkitekt BSK Arkitekter genom Anna Espling Rolf.[2]
- 2014 – Aula Medica, Karolinska institutets nya aula, arkitekt Gert Wingårdh.[3]
- 2015 – Rådhuskvarteret i Kristianstad, arkitekt FOJAB arkitekter[4].
- 2016 – Malmö Live
- 2017 – Rättspsykiatriskt centrum i Trelleborg, ritat av BSK Arkitekter
- 2018 – Östra länken i Luleå.[5]
- 2019 – Biomedicum i Solna, Arkitektfirmaet C. F. Møller.[6]
- 2020 – Studenthuset på Campus Valla i Linköping.[7]
- 2021 – Stockholm Norvik Hamn.[8]
- 2022 – Uppsala stadshus, tillbyggnad.[9]
- 2024 – Lunds domkyrkas torntak, restaurering.[10]

## Bildgalleri

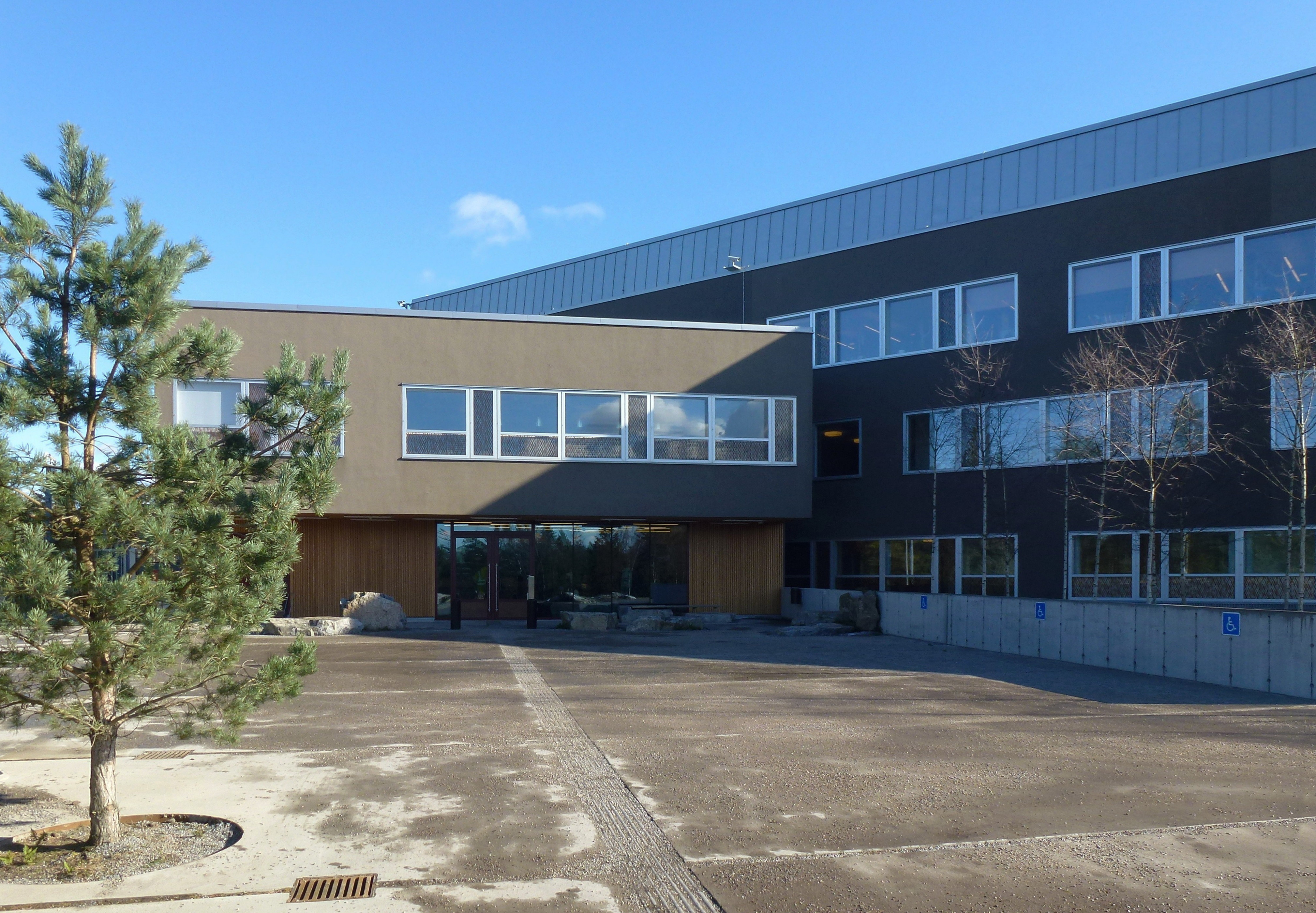
Helix, "Årets bygge" 2013.
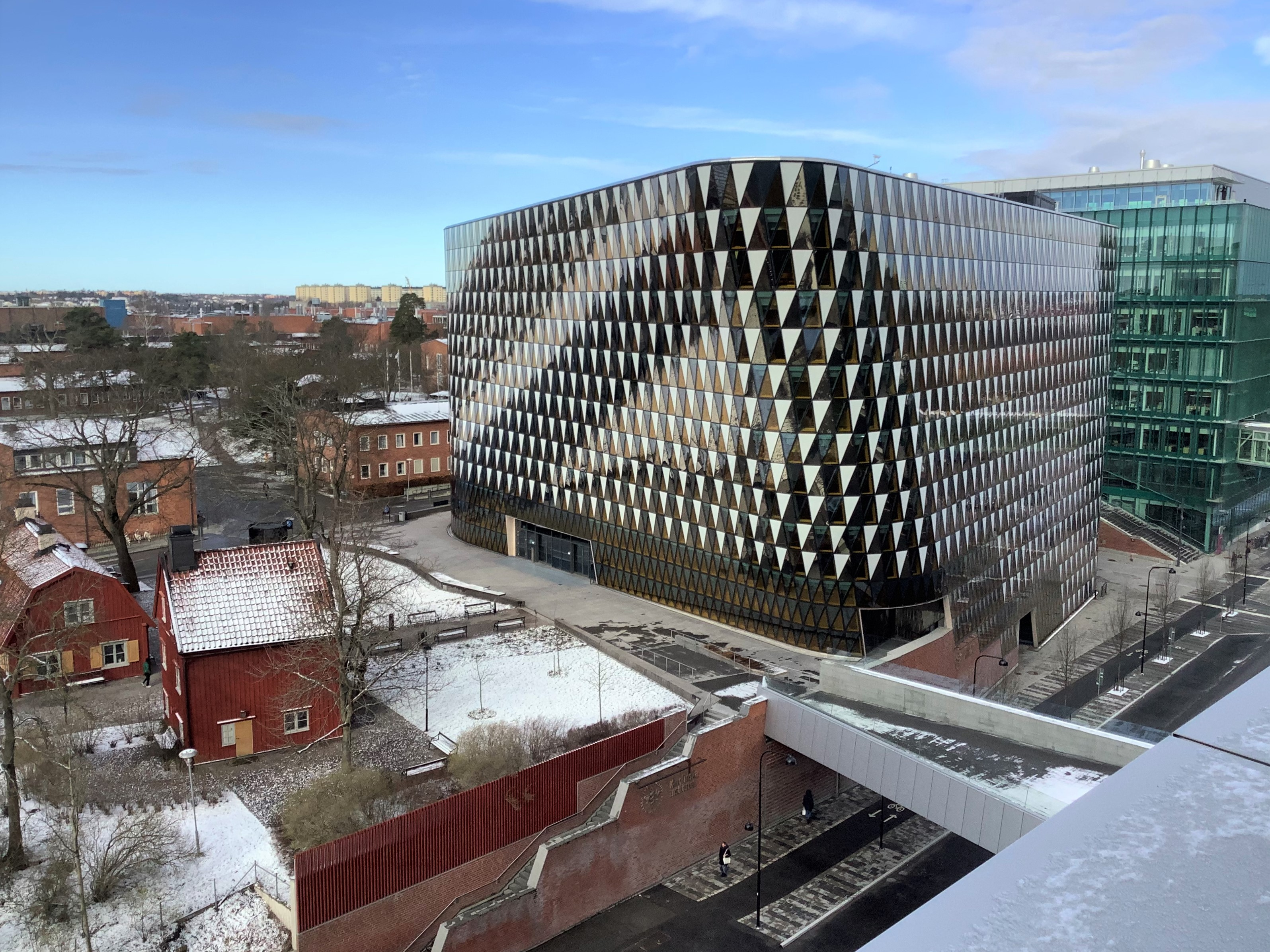
Aula Medica, "Årets bygge" 2014, med Gården Stenbrottet i förgrunden.
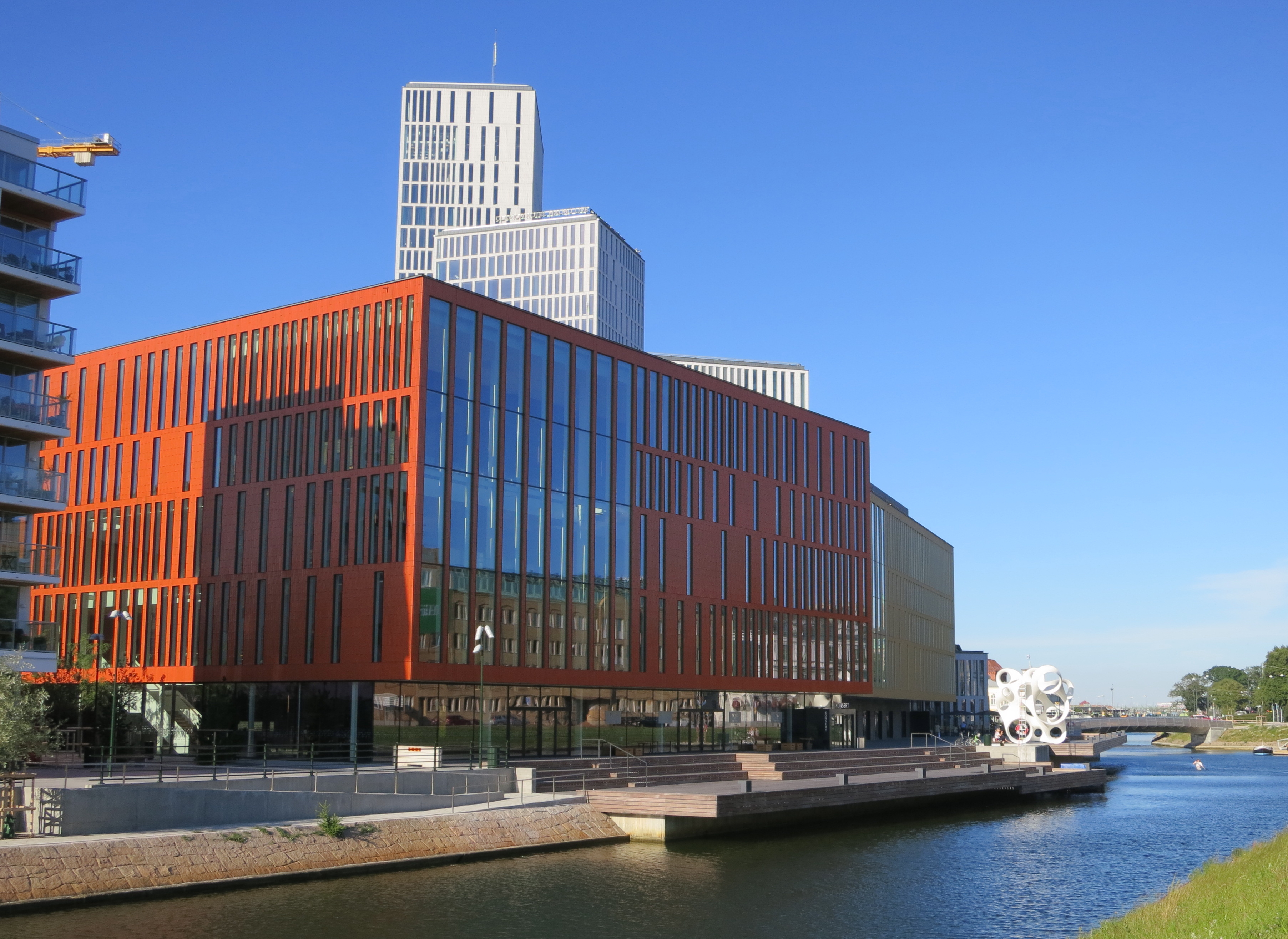
Malmö Live, "Årets bygge" 2016.
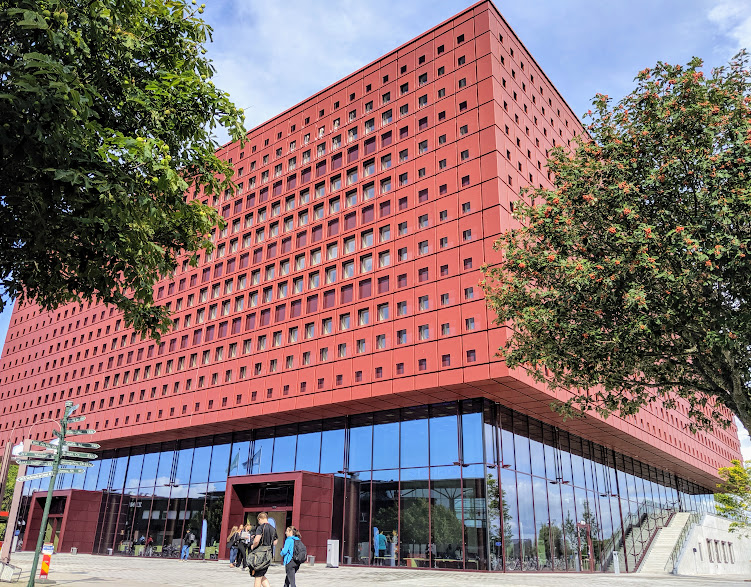
Studenthuset i Linköping, "Årets bygge" 2020.
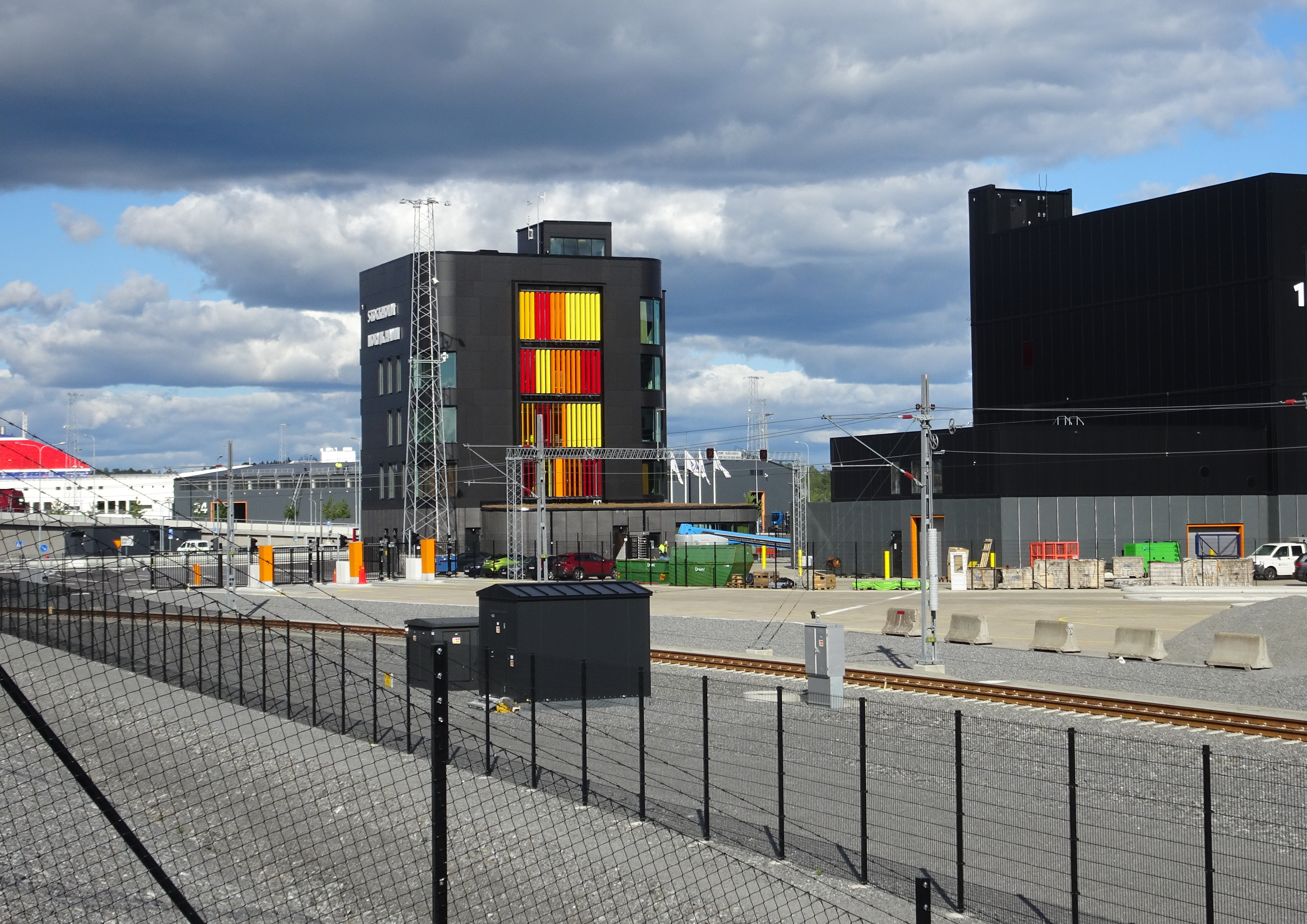
Stockholm Norvik Hamn, "Årets bygge" 2021.